# Olga García i Pérez
Olga García i Pérez (Dosrius, Maresme, 1 de juny de 1992) és una exfutbolista catalana. Ha jugat com a davantera al Futbol Club Barcelona i a l'Atlético de Madrid, a la Primera Divisió femenina de futbol d'Espanya.
Va començar la seva carrera a les categories inferiors del FC Barcelona, debutant a la Copa de la Reina la temporada 2009-10 i arribant al primer equip l'any 2010, la seva primera temporada amb en Xavi Llorens com a entrenador va guanyar la Copa Catalunya i la Copa de la Reina el 2011. Després de tres anys al club, havent guanyat set títols, inclòs el triplet aconseguit la temporada 2012-13, fitxa pel Llevant UE amb un contracte fins al 2015.
Torna a jugar amb el FC Barcelona des que va tornar del Llevant. Al final de la temporada 2017-2018 del FC Barcelona tanca la seva segona etapa al Barça, i fitxa per l'Atlético de Madrid. Posteriorment jugaria al Dux Logronyo. Al març de 2024 anuncia que aquesta serà la darrera temporada com a futbolista professional.
Ha disputat també dos partits amb la Selecció femenina de futbol de Catalunya i ha marcat tres gols, el darrer partit jugat al 2016.

## Palmarès
Clubs
- 5 Copes Catalunya de futbol femenina: 2010, 2011, 2015, 2016 i 2017
- 3 Lligues espanyoles de futbol femenina: 2011-12, 2012-13 i 2018-19
- 4 Copes espanyoles de futbol femenina: 2011, 2013, 2017 i 2018

Selecció espanyola
- 1 Copa de l'Algarve: 2017